# George Milburn (calciatore)
George Milburn (Ashington, 24 giugno 1910 – Chesterfield, 24 giugno 1980) è stato un allenatore di calcio e calciatore inglese, di ruolo difensore e attaccante.

## Biografia
Figlio di John Thomas, ex calciatore, e Elizabeth Ann Charlton, la sua famiglia diede un importante apporto al calcio inglese, difatti i suoi tre fratelli (Jack, Jim e Stan), suo cugino (Jackie Milburn) ed i nipoti (Bobby e Jack Charlton) furono tutti calciatori professionisti.

## Caratteristiche tecniche
Di ruolo terzino destro, durante la sua militanza con il Chesterfield fu schierato anche come attaccante.

## Carriera
Proveniente dall'Ashington Colliery Welfare, dopo una breve militanza nella terza squadra del Newcastle Utd, Milburn entrò a far parte del Leeds Utd dal 1928, rimanendovi sino al 1937. Dal 1929 fu raggiunto al Leeds dal fratello Jack, che per fargli spazio, ricoprendo lo stesso ruolo, fu costretto a giocare come terzino sinistro. Nella sua militanza nel Leeds, ottenne come miglior piazzamento il quinto posto nella First Division 1929-1930, pur retrocedendo la stagione seguente. Ottenuta l'immediata promozione, rimase a giocare nella massima serie tra le file del Leeds sino al marzo 1937, quando venne ingaggiato dai cadetti del Chesterfield per £1.500.
Rimase in forza al Chesterfield sino al 1948, tranne un breve ritorno al Leeds nel 1943-1944, impegnato nel campionato inglese di guerra.
Con la maglia degli Spireites fu schierato anche come attaccante, riuscendo anche a segnare una tripletta contro lo Sheffield Weds: in totale giocò 221 incontri con il Chesterfield, di cui 105 in campionato. Terminata l'attività agonistica rimase al Chesterfield come assistente allenatore sino al 1961.
È morto nel 1980, nel giorno del suo compleanno.